# سيدان (سيارة)

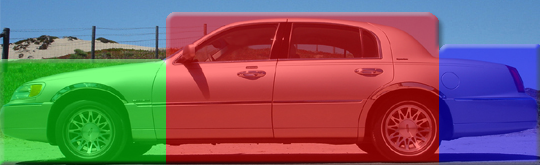
تصميم الثلاث صناديق, يدل على سيارة نوتشباك سيدان، المعروفة كسيدان باربعة ابواب.

سيارة سيدان (عن الإنجليزية الأمريكية: Sedan) أو سيارة صالون (عن الإنجليزية البريطانية والفرنسية: Saloon) هي سيارة بصفي مقاعد ومساحة كافية للركاب البالغين في المقصورة الخلفية وغالبًا تحتوي على منطقة منفصلة في الخلف للأمتعة، رغم أن بعض الصناع مثل شيفروليه وفولكسفاغن قاموا بوضع تصاميم ذات محركات خلفية. تبقى السيدان أكثر تصميم مستعمل في السيارات الحديثة.

## أنواع سيارات السيدان
توجد عدة أنواع من السيدان التي تشمل رباعية الأبواب وثنائية الأبواب والفاستباك.
تحمل السيدان على الأقل أربعة مقاعد وبها سقف ثابت وارتفاعه قريب من ارتفاع النافدة. يتبث السقف بعمودين من الجهتين وأغلب التصاميم هي رباعية الأبواب رغم وجود بعض ثنائيات الأبواب. في الولايات المتحدة يستعمل مصطلح سيدان للإشارة إلى سيارة بنوافذ ثابتة خلافا إلى مصطلح هارد توب الذي يشير إلى سيارة بنوافذ غير ثابتة.

### سيدان نوتشباك

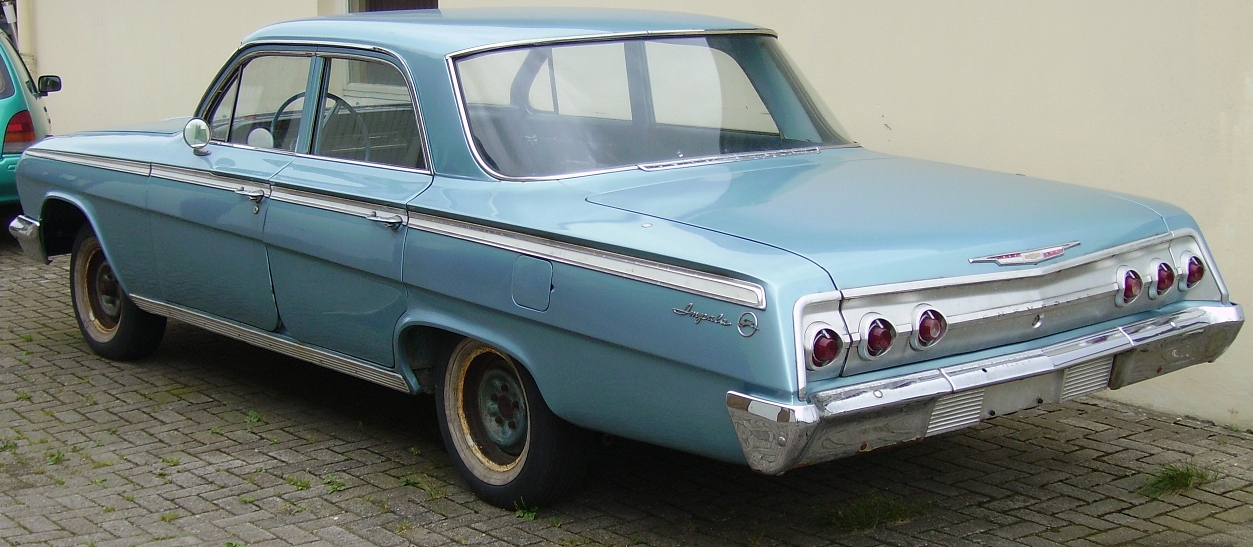
شيفروليه إمبالا 1962, سيدان نوتشباك نموذجية.

نوتشباك هي سيارة بتصميم الثلاث صناديق حيث جهة الركاب منفصلة عن جهة الأمتعة أما السقف فهو موازي لسطح الأرض والنوافذ الجانبية الخلفية لها زاوية حادة مع السقف وصندوق الامتعة هو أيضا موازي لسطح الأرض. تاريخيا ينظر إلى هذه السيارات كسيارة ركاب نموذجية.

### سيدان فاستباك

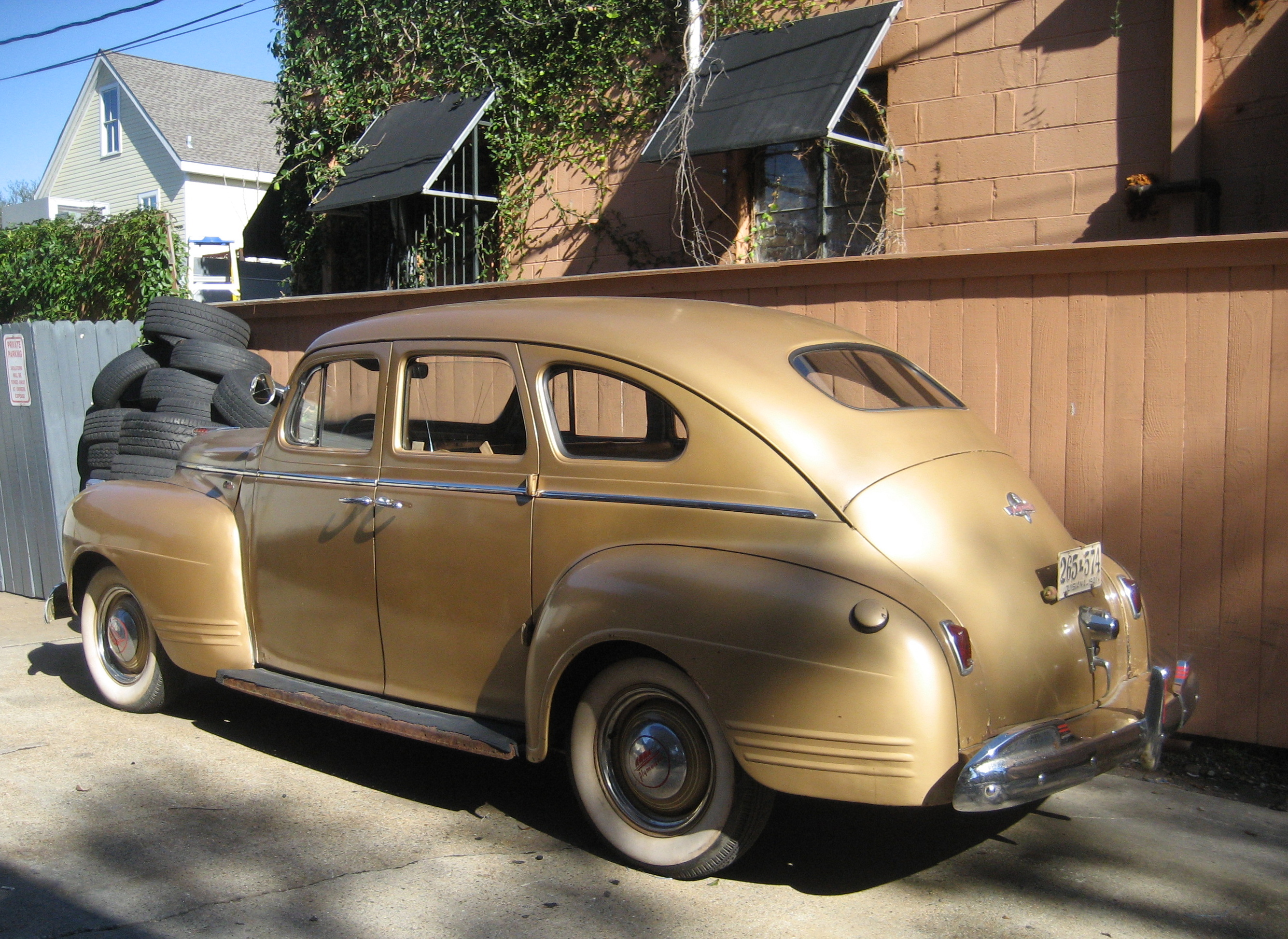
1941 بليموث فاستباك سيدان.

فاستباك هي سيارة بتصميم الصندوقين حيث يتخذ السقف شكلا مائلا شبه دائري ليصل إلى قاعدة السيارة لكن المصطلح لا يشمل الهاتشباك التي تحتوي على صندوق الأمتعة في جهة الركاب. هناك بعض التحفظات على المصطلح حيث أن دايملر كرايسلر تستعمل مصطلح كوبيه رباعية الأبواب على مرسيدس بنز الفئة سي إل إس والتي يمكن اعتبارها فاستباك. من جهة أخرى هوندا سيفيك هي قريبة إلى تصميم أحادي الصندوق. يتم تطوير السيدان نتيجة انسيابها وأيروديناميكيتها.

### سيدان ثنائية الأبواب

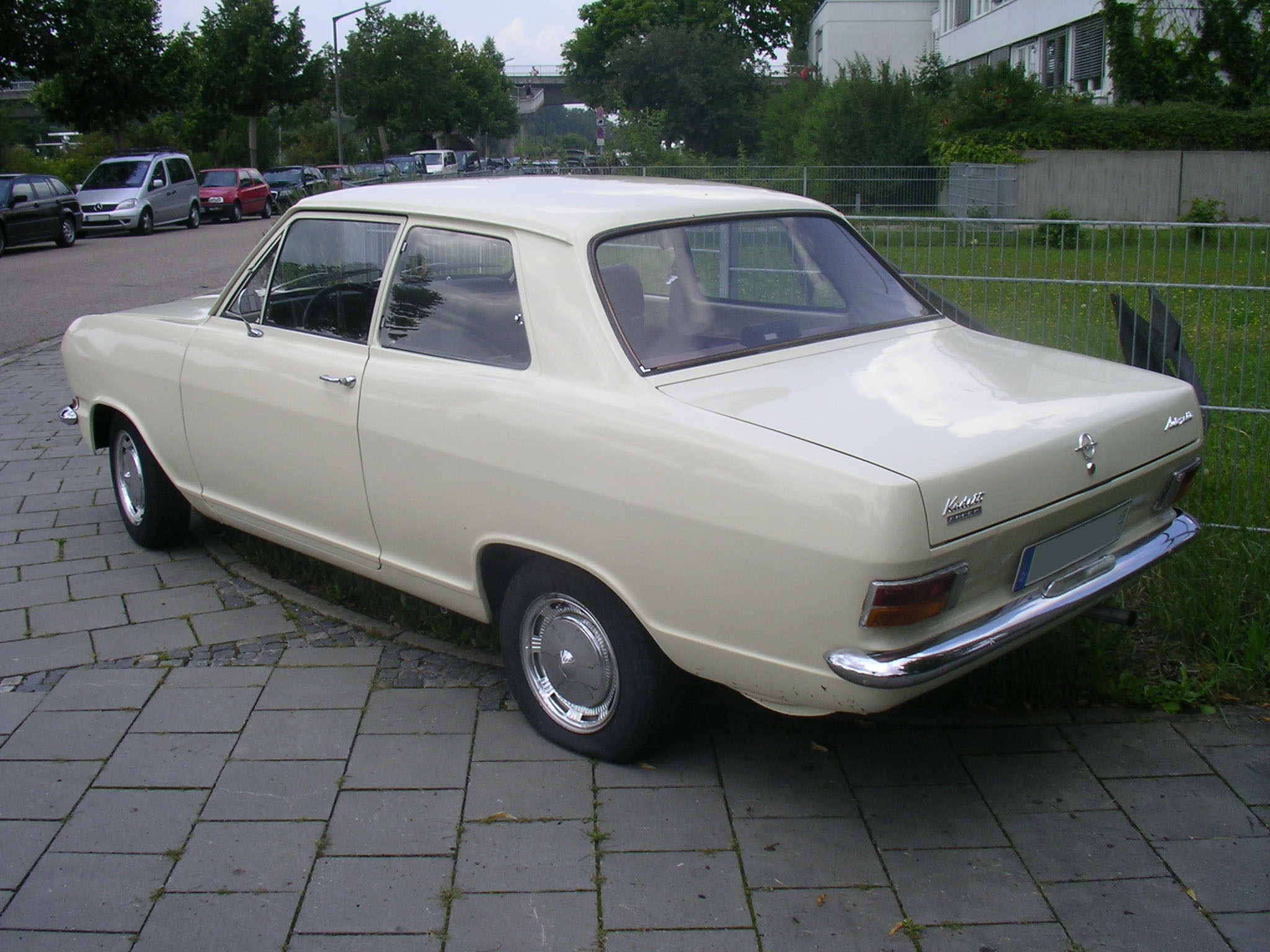
أوبل كاديت هي سيدان ثنائية الأبواب

تعرف جمعية مهندسي السيارات هذا النوع من السيارات أي موديل ثنائي الأبواب بقسم خلفي أكبر من أو يساوي 0.93 متر مكعب في الحجم. حسب هذا التعريف المرسيدس سي إل هي سيدان ثنائية الأبواب. قلة من المصادر تستعمل هذا التعريف كمعيار (مثال كار أند درايفر).
في العامة يستعمل المصطلح تبعا للمظهر لا الحجم لذا كل سيارة بسقف ذي عكودين تنعت بالسيدان ثنائية الأبواب فيما هذا التعريف يصنف الهاردتوب ككوبيه.

### سيدان هارتوب

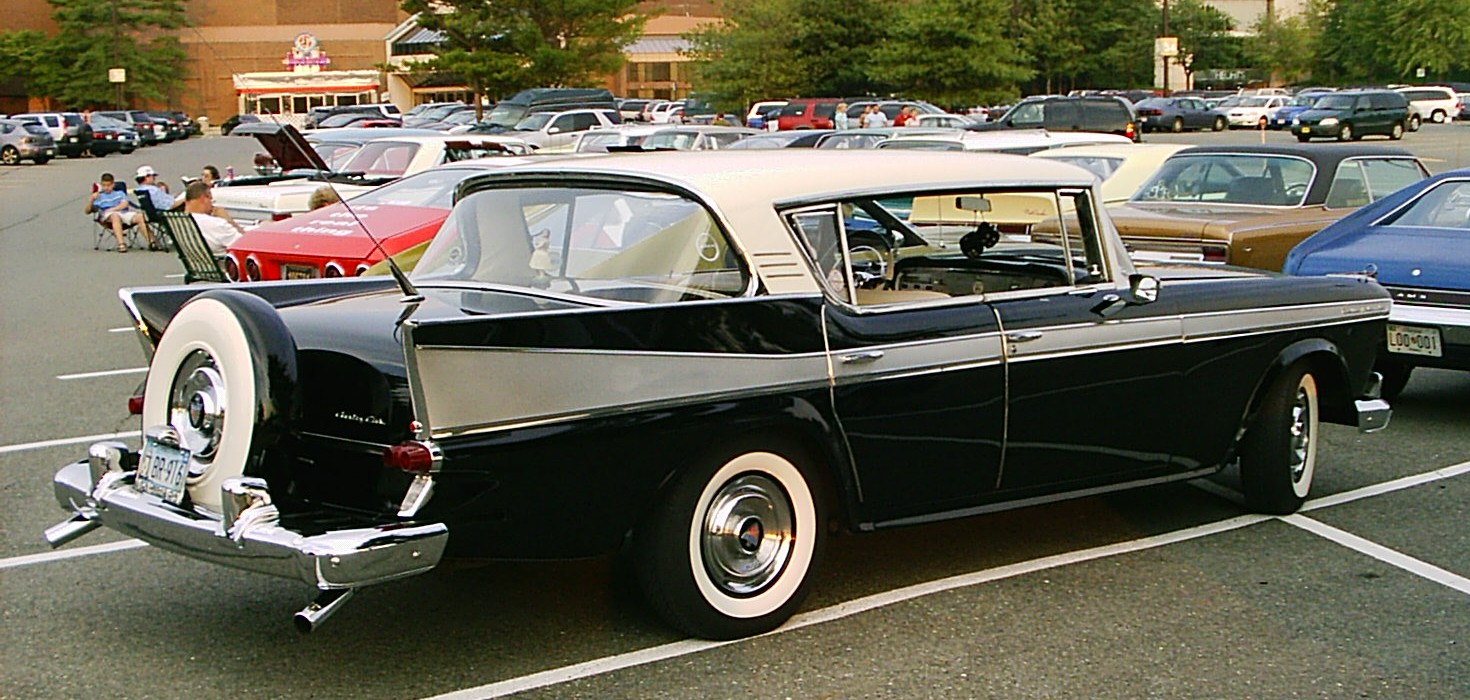
1958 أ م س أمباصادور سيارة سيدان هارتوب

### سيدان هاتشباك

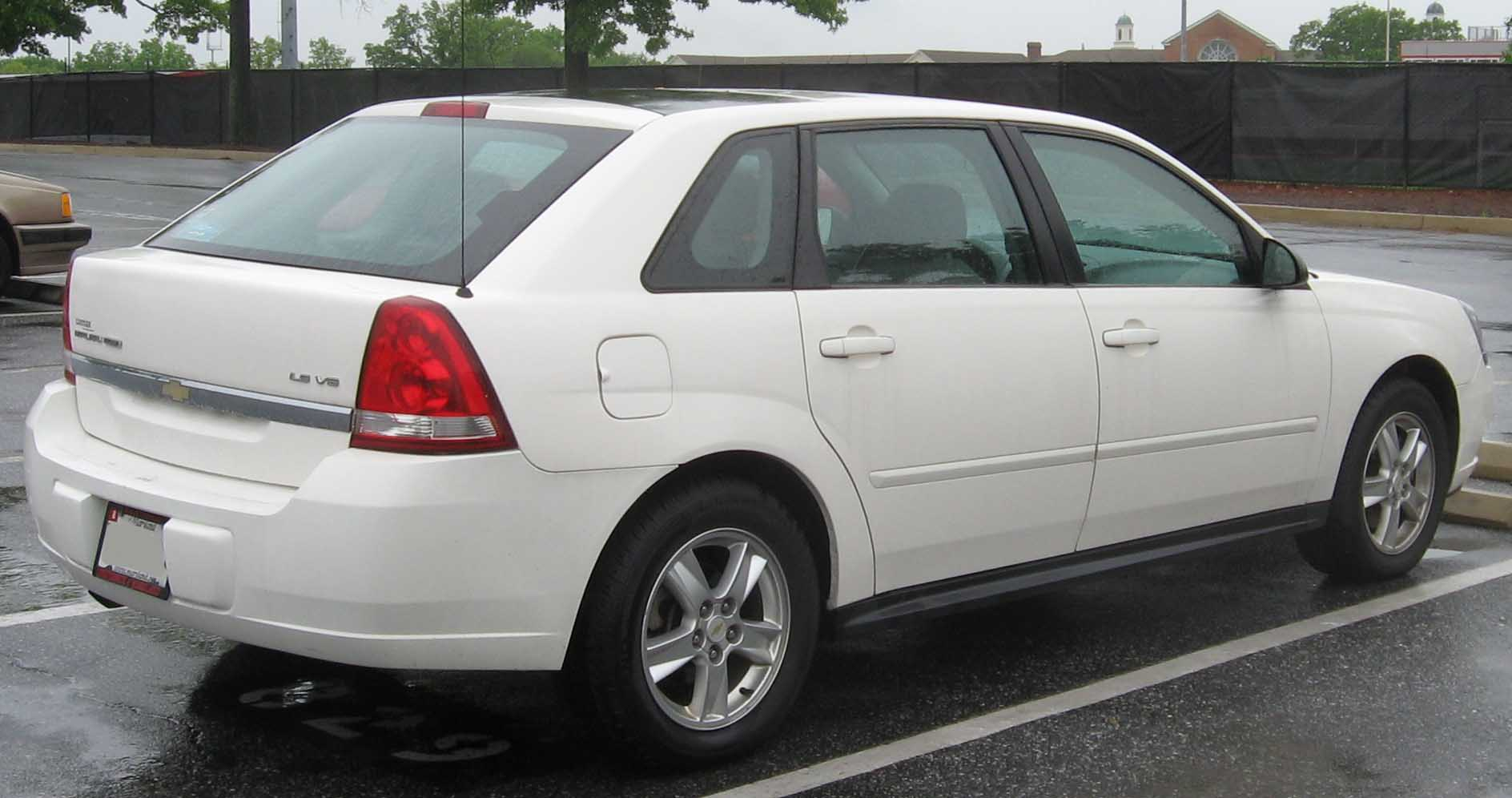
شيفروليه ماليبو ماكس سيدان هاتشباك

## سيدان معروفة
- شيفروليه آفيو
- شيفروليه إبيكا
- شيفروليه لومينا
- هوندا أكورد